# Пересторога
«Пересторога» (рус. Предостережение) — западнорусский памятник полемической литературы Речи Посполитой начала XVII века. Написан анонимным автором, вероятно, в 1605—1606 годах в ответ на книгу одного из инициаторов Брестской унии униатского митрополита Киевского, Галицкого и всея Руси Ипатия Потея «Poselstwo do papieża rzymskiego Sixta IV od duchowieństwa i od książάt i panów ruskich w roku 1476» (Вильна, 1605 год), в которой доказывалось принятие православной церковью Ферраро-Флорентийской унии церковей 1439 года. Возможными авторами памятника считаются православный церковный деятель Иов Борецкий, а также деятель Львовского Успенского братства мещанин Юрий Рогатинец. «Предостережение», возникшее под влиянием трудов Иоанна Вишенского, является ярким примером западнорусской полемической литературы начала XVII века.

## Авторство
Существует несколько гипотез об авторстве документа. Один из первых исследователей «Перестороги» поэт Иван Франко считал автором произведения активного деятеля Львовского братства  Юрия Рогатинца. Этой же точки зрения придерживался исследователь восточнославянской литературы Гео Коляда. По другой версии, принадлежащей Михаилу Возняку, автором являлся общественный и церковный деятель Иов Борецкий. Существует также гипотеза П. Яременко, согласно которой предполагаемым автором произведения может считаться львовский братский священник Андрей Вознесенский.
Все исследователи сходятся во мнении, что автор имел хорошую осведомлённость в вопросах церковной и общественной жизни Восточной Европы и, по всей видимости, был активным деятелем братского православного культурно-образовательного движения конца XVI — начала XVII веков.

## Состав и содержание документа
Литературный памятник известен в едином списке в составе рукописного сборника М. Гунашевича 1649 года, отрывок произведения размещён в рукописном сборнике 1617-1618 годов, вероятно, белорусского происхождения.
В начале произведения автор подробно определяет цель своей работы: предостеречь единоверцев, чтобы они не предавали свою веру. Приведя аргументы униатов, которыми они оправдывают свой поступок, автор приступает к собственно историческому изложению. Главные причины политического и церковного кризиса в Западной Руси автор усматривает в недостаточной образованности народных масс, без которой сокровища византийско-русской книжной премудрости лежат мёртвым грузом в библиотеках. В таком положении вещей автор обвиняет в том числе «коварных ляхов», которые всячески способствовали лишению православных русин собственных «наук», церковных книг и ценностей, а также социальной верхушки, переманивая её на католическую сторону привилегиями. Подчёркивается принятие Русью христианства и пребывание киевской митрополии под верховенством константинопольского патриарха. Исходя из идеологии братского движения, автор считал причиной упадка Руси не только княжеские междоусобицы, но и отсутствие необходимого образования, в результате чего русские земли оказались под властью соседей — «венгров, поляков и литвы». В документе отрицается легитимность Флорентийской церковной унии 1439 года. Особенно подчёркнуто участие патриархов в поддержку братского движения в конце XVI века. Острой критике подверглась православная иерархия за её халатное отношение к распространению образования, основанию школ, отсутствию высоких христианских ценностей, властные корыстолюбивые интересы. Отмечено, что все это привело к Брестской церковной унии и признанию церковью верховенства Папы Римского.
В труде высоко оценивался вклад князя Острожского в распространении образования, книгопечатания, поддержки православной церкви. Приведена речь Острожского перед польским королём Сигизмундом III Ваза в защиту православия во время вального сейма 1597 года, где был осуждён на заточение в крепость Мальборк, где впоследствии умер, патриарший протосинкел Никифор, принимавший участие в Брестском церковном соборе 1596 года. Автор отрицал догмат католицизма, по которому апостол Пётр передал Папе Римскому ключи от церкви, сделав его важнейшим христианским иерархом. Также автор считал, что дары апостола Петра принадлежат всем иерархам поровну.
Автор рассказывает об истории заключения Брестской унии, о предательской деятельности епископов, которые отступили от православия и подчинились папе римскому ради своих интересов, тщеславия и алчности. В произведении раскрываются подробности борьбы против наступления униатства и католичества, а также политики шляхетской Польши. Среди прочего, выдвигается обвинение против униатских епископов Терлецкого и Потия в убийстве православного священника.
Сатирически изображён и митрополит Михаил Рогоза как двуличный и коварный тайный агент Рима и верноподданный польского короля. Главная светлая фигура «Предостережения» — князь Константин Острожский, основатель православных типографий и учебных заведений. Автор отрицательно относится как к католицизму вообще, так и к папе римскому в частности. За папой отрицается статус верховного пастыря, он описывается как мучитель, тиран, антихрист и сатана. Показывая следствия унии, автор подаёт несколько колоритных картин массовых репрессий и преследований. Обращаясь к прошлому, осуждаются междоусобные распри, приведшие к упадку Южной Руси.

## Оценки
Составитель Энциклопедии истории Украины А. Дзюба отмечает, что по стилю произведение отличается от других памятников полемической письменности начала XVII века, в нём объединены полемически-публицистический памфлет и описание реальных событий. Труд написан книжным языком, близким к разговорной речи, обогащён народными фразеологизмами.
Иван Франко считал автора этого памятника «одним из наилучших украинских писателей конца XVI — начала XVII века».